# Bryopsidophyceae
Ce taxon est aujourd'hui obsolète. Dénomination actuelle : Ulvophyceae.
Bryopsidophycées
Classe
Les Bryopsidophyceae étaient une classe d'algues vertes, qui ne contenait que l'ordre des Bryopsidales, désormais intégrée dans la classe des Ulvophyceae.